# Asmedia flavofasciata
Asmedia flavofasciata är en skalbaggsart som beskrevs av Fatimah Abang och Antonio Vives 2004. Asmedia flavofasciata ingår i släktet Asmedia och familjen långhorningar.
Artens utbredningsområde är Sarawak. Inga underarter finns listade.